# Quinton Hoover
Quinton Hoover  (16. marts 1964 – 20. april 2013) var mest kendt for at illustrere kort til Magic: The Gathering (over 70 kort). Quinton var ligeledes personen der tegnede det meget eftertragtede kort "Proposal" som skaberen af Magic: The Gathering Richard Garfield brugte til at fri til sin kæreste og kommende hustru Lily Wu. 

## Eksterne links
Quinton's Home Page